# Corte Suprema de Justicia de Honduras
La Corte Suprema de Justicia de Honduras es el máximo tribunal con jerarquía del Poder Judicial de Honduras, uno de los tres poderes de la república de Honduras. Está conformada por quince magistrados que son electos por el Congreso Nacional de Honduras con el voto de dos terceras partes de la totalidad de sus miembros, de una nómina no menor de tres por cada uno de los Magistrados a elegir. Los tribunales dependientes de la Corte son 9 Cortes de Apelaciones, 66 Juzgados de primera instancia y 325 Juzgados de Paz.

## Antecedentes

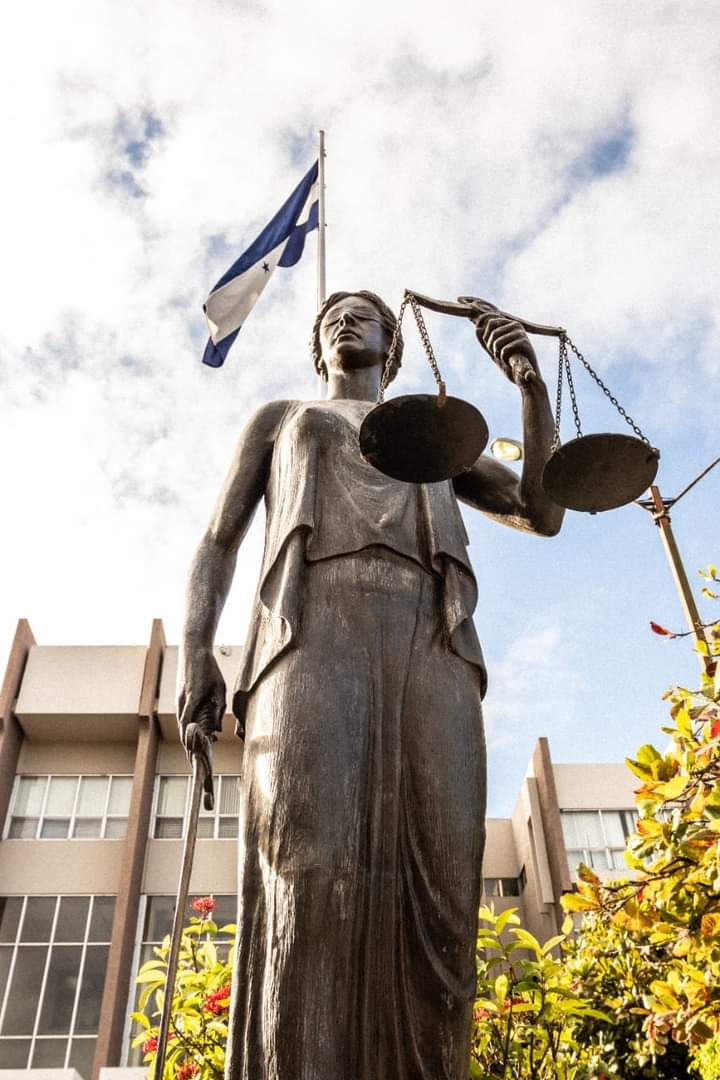
Diosa Temis, representante de la justicia en Honduras

En una época, Honduras estuvo regida por la Constitución de Bayona y posteriormente, por la Monarquía de don Fernando VII de Borbón rey de España y al hablar de los territorios del Imperio español, se expresa: «El territorio español comprende con la Península con sus posesiones e islas adyacentes, Aragón, Asturias, Castilla «la Vieja», Guatemala (Sede de la Capitanía General y a la que comprendía la Provincia de Comayagua)».
La existencia de órganos judiciales separados de las labores administrativas y legislativas se inició en la Capitanía con la entrada en vigor de la Constitución de Cádiz emitida por las Cortes de Cádiz en 1812, ya que algunos de los ciudadanos de estos países, fueron convocados como diputados representantes por las colonias en América o en su caso por las nuevas tierras Nueva España.
El 15 de septiembre de 1821, se proclamó la independencia de la corona española y nació la Federación Centroamericana, habiéndose decretado su primera Constitución el 22 de noviembre de 1824, y siendo su territorio el mismo que antes comprendía el antiguo reino de Guatemala y compuesta por cinco Estados: Costa Rica, Nicaragua, Honduras, El Salvador y Guatemala, y una de las declaraciones fundamentales, las siguientes: «Todo hombre es libre en la República. No puede ser esclavo el que se acoja a sus leyes, ni ciudadano el que trafique con esclavos ».

## Historia
La Constitución de la República Centroamérica de 1824 fue reformada por el Congreso Federal el 13 de febrero de 1835. Disuelta la Federación, donde se estableció que la Corte Suprema de Justicia estaría compuesta por seis o siete magistrados americanos.
La Constitución del Estado de Honduras de 1825 la primera de este país como estado, se emitió en la ciudad de Santa María de la Nueva Valladolid de Comayagua, antigua capital del estado, el 11 de diciembre de 1825. En ella se establece un Tribunal Supremo de Justicia, independiente al poder Legislativo y Ejecutivo, compuesta de un presidente, dos ministros y un fiscal.
Después se emitieron por su orden las constituciones de 1831 y la Constitución del Estado de Honduras de 1839 en la que la Suprema Corte de Justicia, estaba compuesta por un presidente, siete magistrados y un fiscal.
En la constitución de 1847, la Suprema Corte de Justicia se componía por seis magistrados y dos suplentes, luego siguieren las constituciones de 1865 y la de 1873 emitidas también en la colonial ciudad de Comayagua.-
En la nueva capital, Tegucigalpa, fueron emitidas nuevas constituciones, la de 1880 en el Gobierno del doctor Policarpo Bonilla, en la cual la Corte Suprema de Justicia de Honduras estaba compuesta por cinco magistrados. Y posteriormente la constitución de 1908 en el Gobierno del doctor Miguel Rafael Dávila Cuéllar declarando vigente la Constitución de 1894; la de 1924 en el Gobierno provisional del General Vicente Tosta Carrasco; la de 1936 en el Gobierno del doctor y general Tiburcio Carias Andino; la de 1957 emitida mediante Decreto n.º 21 en el Gobierno del doctor Ramón Villeda Morales y la de 1965 siendo jefe de Estado el general Oswaldo López Arellano.
La actual Constitución de la República de Honduras, se sancionó al restaurarse la democracia en el país y la entrega del gobierno a los civiles por los militares, celebrándose elecciones y dictándose esta nueva Constitución de la república en 1982 y nuevas Leyes como el Código Procesal Penal de Honduras de 1985 y el Código Penal de Honduras de 1984 durante el Gobierno democrático del doctor Roberto Suazo Córdova.

### Atribuciones de la Corte Suprema de Justicia
Los siguientes atribuciones, están plasmados según la Constitución de la república de Honduras emitida en 1982.
- 1.º. Aprobar su Reglamento Interior;
- 2.º. Conocer de los delitos oficiales y comunes de los altos funcionarios de la República, cuando el Congreso Nacional los haya declarado con lugar a formación de causa;
- 3.º. Conocer en segunda instancia de los asuntos que las Cortes de Apelaciones hayan conocido en primera instancia;
- 4.º. Conferir el título de Abogado y autorizar a quienes lo hayan obtenido para el ejercicio del Notario;
- 5.º. Declarar que ha o no ha lugar a formación de causa contra los funcionarios y empleados que la ley determine;
- 6.º. Conocer de las causas de extradición y de las demás que deban juzgarse conforme a la ley;
- 7 °Conocer de los recursos de casación conforme a la ley;
- 8 °Conocer de los recursos de amparo y revisión conforme a la ley;
- 9° Nombrar los Magistrados, Jueces, Fiscales y demás funcionarios y empleados conforme a la ley;
- 10.º. Publicar la Gaceta Judicial;
- 11.º. Admitir o no la renuncia de los funcionarios o de su nombramiento y conceder licencia tanto a estos como a sus propios miembros;
- 12.º. Declarar la inconstitucionalidad de las leyes en la forma y en casos previstos en la Constitución;
- 13.º. Elaborar el proyecto del Presupuesto del Poder Judicial y remitirlo al Poder Ejecutivo de Honduras para su inclusión en el Presupuesto General de Ingresos y Egresos; y
- 14.º. Las demás que le confieren la Constitución y las leyes “.

### Sistema penal siglossigloXIX-sigloXX
En el estado de Honduras, desde la aparición del Código Procesal Penal y el Código Penal en el siglo XIX, los trámites tanto en materia penal como materia civil, eran escritos, para lo cual se continuaba un trámite ambiguo y lento para llegar a una sentencia definitiva. El proceso se iniciaba una vez las autoridades competentes conocían del delito y se tomaban las primeras notas en el sumario mediante un Por Cuanto, realizado en un Juzgado de Paz, seguidamente se acrecentaba dicho expediente con la toma de declaraciones de testigos, declaración indagatorio y otros actos procesales investigables; este expediente pasaba a un Juzgado de Letras para ser elevado a plenario, las partes tanto el Fiscal, como el Defensor se personaban y continuaba el proceso en traslados por 6 días, si hubiere solicitud de apertura al juicio a pruebas o directamente a las conclusiones; luego, se efectuaban las ejecuciones de pruebas, nuevamente se daba en traslado a las partes para formular conclusiones y seguidamente el Juez, citaba para sentencia definitiva en un término de diez días; caso que no ocurría, debido al congestionamiento tanto de expedientes como de fechas. En similares condiciones sucedían en los tribunales que conocían causas en materia civil y es por ello que se planteó la utilización de la oralidad en los procesos.

#### Situación del trámite del proceso escrito
|  |                        |  |  |  |  |  |  |  |  |  |  |  |  |  |  |  |
|  | 16.Sentencia           |  |  |  |  |  |  |  |  |  |  |  |  |  |  |  |
|  |                        |  |  |  |  |  |  |  |  |  |  |  |  |  |  |  |
|  |                        |  |  |  |  |  |  |  |  |  |  |  |  |  |  |  |
|  | 8.Plenario             |  |  |  |  |  |  |  |  |  |  |  |  |  |  |  |
|  |                        |  |  |  |  |  |  |  |  |  |  |  |  |  |  |  |
|  |                        |  |  |  |  |  |  |  |  |  |  |  |  |  |  |  |
|  | 4.Sumario              |  |  |  |  |  |  |  |  |  |  |  |  |  |  |  |
|  |                        |  |  |  |  |  |  |  |  |  |  |  |  |  |  |  |
|  |                        |  |  |  |  |  |  |  |  |  |  |  |  |  |  |  |
|  | 2.Denuncia o Acusación |  |  |  |  |  |  |  |  |  |  |  |  |  |  |  |
|  |                        |  |  |  |  |  |  |  |  |  |  |  |  |  |  |  |
|  |                        |  |  |  |  |  |  |  |  |  |  |  |  |  |  |  |
|  | 1.Delito               |  |  |  |  |  |  |  |  |  |  |  |  |  |  |  |
|  |                        |  |  |  |  |  |  |  |  |  |  |  |  |  |  |  |
|  |                        |  |  |  |  |  |  |  |  |  |  |  |  |  |  |  |

### Nuevo códigos procesales penales
En febrero del año 2002 y siendo presidenta de la Corte Suprema, la Abogada Vilma Cecilia Morales Montalván; Honduras entra en la nueva era de los sistemas procesales orales y para ello, entra en vigor el nuevo Código Procesal Penal de Honduras de 1999 que conlleva a la celebración de juicios orales en materia penal, proyecto que se venía ventilando y dando forma desde unos diez años atrás y con ayuda del Poder Judicial de España y otros Tribunales Supremos de Latinoamérica y Estados Unidos de América. Este nuevo sistema oral, permite impartir justicia más pronta y eficaz, para ello se fundan Tribunales de Sentencia en el país, integrados por cuatro magistrados altamente capacitados, rodeados de un equipo de funcionarios auxiliares. Esta vez el proceso no es más lento, sino que cuatro meses bastan para una pronta y expedita justicia. Los sumarios ya no son iniciados en un Juzgado de Paz; sino, mediante una denuncia o acusación del ilícito personalmente ante el Tribunal, la policía o a las oficinas del Ministerio Público de Honduras. Una vez iniciado el proceso sumarial, se inician las investigaciones por peritos forenses y policiales, toma de declaraciones de testigos en un Juzgado de Letras, si hay conformidad entre acusación y defensa se puede optar por un procedimiento abreviado; sino, se remite al Tribunal de Sentencia, donde una vez personadas las partes: Agente Fiscal del Ministerio Público, Acusador privado (si lo hubiere), Agente de la Procuraduría General de la república (si fuese caso específico) y Defensa, para la citación de fecha de Audiencia de Juicio Oral, citación de partes, testigos, peritos, acusados, etcétera. Una vez evacuado el juicio oral y dictado sentencia definitiva, a cuyo caso Absolutoria o condenatoria, no conforme con la sentencia cualquier parte podría interponer un recurso de apelación, se remite el expediente a una Corte de Apelaciones; allá si es confirmada el expediente es devuelto al tribunal de origen y enviado al Tribunal de Ejecución donde se velará por la estricto cumplimiento de la pena señalada.

#### Situación del nuevo código procesal
|  |                                                             |  |  |  |  |  |  |  |  |  |  |  |  |  |  |  |
|  | 16.Tribunales de Ejecución de Penas                         |  |  |  |  |  |  |  |  |  |  |  |  |  |  |  |
|  |                                                             |  |  |  |  |  |  |  |  |  |  |  |  |  |  |  |
|  |                                                             |  |  |  |  |  |  |  |  |  |  |  |  |  |  |  |
|  | 8.Tribunales de Sentencia                                   |  |  |  |  |  |  |  |  |  |  |  |  |  |  |  |
|  |                                                             |  |  |  |  |  |  |  |  |  |  |  |  |  |  |  |
|  |                                                             |  |  |  |  |  |  |  |  |  |  |  |  |  |  |  |
|  | 4.Juzgados de Letras                                        |  |  |  |  |  |  |  |  |  |  |  |  |  |  |  |
|  |                                                             |  |  |  |  |  |  |  |  |  |  |  |  |  |  |  |
|  |                                                             |  |  |  |  |  |  |  |  |  |  |  |  |  |  |  |
|  | 2.Denuncia o Acusación Ministerio Público, Policía Nacional |  |  |  |  |  |  |  |  |  |  |  |  |  |  |  |
|  |                                                             |  |  |  |  |  |  |  |  |  |  |  |  |  |  |  |
|  |                                                             |  |  |  |  |  |  |  |  |  |  |  |  |  |  |  |
|  | 1.Delito                                                    |  |  |  |  |  |  |  |  |  |  |  |  |  |  |  |
|  |                                                             |  |  |  |  |  |  |  |  |  |  |  |  |  |  |  |
|  |                                                             |  |  |  |  |  |  |  |  |  |  |  |  |  |  |  |

- Los juicios orales en materia civil, se están celebrando con lo establecido en el nuevo Código Procesal Civil de Honduras de 2007 y en similares condiciones que los de materia penal, a excepción de términos y otros aspectos de mero trámite.

## Magistrados de la Corte Suprema de Justicia de Honduras
De conformidad al artículo 309 de la Constitución de la República, para ser Magistrado o Magistrada de la Corte Suprema de Justicia se requiere:
- Ser hondureño por nacimiento;
- Ciudadano en el goce y ejercicio de sus derechos
- Abogado notario debidamente Colegiado y Seguro
- Mayor de treinta y cinco (35) años
- Haber sido titular de un órgano jurisdiccional durante cinco (5) años, o ejercido la profesión durante diez (10) años.

### Integrantes de la Corte Suprema de Justicia de Honduras
A continuación el listado de actuales magistrados del Alto Tribunal de Justicia de Honduras, quienes tomaron posesión de su cargo el 16 de febrero de 2023.
| Magistrados de la Corte Suprema de Justicia (2023-2030) | Magistrados de la Corte Suprema de Justicia (2023-2030) | Magistrados de la Corte Suprema de Justicia (2023-2030) | Magistrados de la Corte Suprema de Justicia (2023-2030) | Magistrados de la Corte Suprema de Justicia (2023-2030) | Magistrados de la Corte Suprema de Justicia (2023-2030) | Magistrados de la Corte Suprema de Justicia (2023-2030) |
| ------------------------------------------------------- | ------------------------------------------------------- | ------------------------------------------------------- | ------------------------------------------------------- | ------------------------------------------------------- | ------------------------------------------------------- | ------------------------------------------------------- |
| N.º                                                     | Cargo                                                   | Nombre                                                  | Edad                                                    | Sala                                                    | Universidad                                             | Período                                                 |
|                                                         |                                                         |                                                         |                                                         |                                                         |                                                         |                                                         |
| 1.                                                      | Magistrada                                              | Rebeca Lizette Ráquel Obando                            | 71 años                                                 | Magistrada presidenta de la Corte Suprema de Justicia   | Universidad Nacional Autónoma de Honduras               | 2023-2030                                               |
|                                                         |                                                         |                                                         |                                                         |                                                         |                                                         |                                                         |
| 1.                                                      | Magistrado                                              | Luis Fernando Padilla Castellanos                       | 45 años                                                 | Magistrado presidente de la Sala de lo Constitucional   | Universidad Nacional Autónoma de Honduras               | 2023-2030                                               |
| 2.                                                      | Magistrada                                              | Francisca Villela Zavala                                | 46 años                                                 | Magistrada segunda de la Sala de lo Constitucional      | Universidad Nacional Autónoma de Honduras               | 2023-2030                                               |
| 3.                                                      | Magistrada                                              | Isbela Bustillo Hernández                               | 42 años                                                 | Magistrada tercera de la Sala de lo Constitucional      | Universidad Tecnológica de Honduras                     | 2023-2030                                               |
| 4.                                                      | Magistrada                                              | Sonia Marlina Dubón Villeda                             | 65 años                                                 | Magistrada cuarta de la Sala de lo Constitucional       | Universidad Nacional Autónoma de Honduras               | 2023-2030                                               |
| 5.                                                      | Magistrado                                              | Wagner Vallecillo Paredes                               | 60 años                                                 | Magistrado quinto de la Sala de lo Constitucional       | Universidad Nacional Autónoma de Honduras               | 2023-2030                                               |
|                                                         |                                                         |                                                         |                                                         |                                                         |                                                         |                                                         |
| 1.                                                      | Magistrado                                              | Mario Rolando Díaz Flores                               | 67 años                                                 | Magistrado coordinador de la Sala de lo Penal           | Universidad Nacional Autónoma de Honduras               | 2023-2030                                               |
| 2.                                                      | Magistrado                                              | Walter Raúl Miranda Sabio                               | 51 años                                                 | Magistrado segundo de la Sala de lo Penal               | Universidad Nacional Autónoma de Honduras               | 2023-2030                                               |
| 3.                                                      | Magistrado                                              | Nelson Danilo Mairena Franco                            | 73 años                                                 | Magistrado tercero de la Sala de lo Penal               | Universidad Nacional Autónoma de Honduras               | 2023-2030                                               |
|                                                         |                                                         |                                                         |                                                         |                                                         |                                                         |                                                         |
| 1.                                                      | Magistrada                                              | Gaudy Alejandra Bustillo Martínez                       | 49 años                                                 | Magistrada coordinadora de la Sala de lo Civil          | Universidad Nacional Autónoma de Honduras               | 2023-2030                                               |
| 2.                                                      | Magistrado                                              | Milton Danilo Jiménez Puerto                            | 63 años                                                 | Magistrado segundo de la Sala de lo Civil               | Universidad Nacional Autónoma de Honduras               | 2023-2030                                               |
| 3.                                                      | Magistrada                                              | Rubenia Esperanza Galeano Barralaga                     | 68 años                                                 | Magistrada tercera de la Sala de lo Civil               | Universidad Nacional Autónoma de Honduras               | 2023-2030                                               |
|                                                         |                                                         |                                                         |                                                         |                                                         |                                                         |                                                         |
| 1.                                                      | Magistrada                                              | Odalis Aleyda Nájera Medina                             | 61 años                                                 | Magistrada coordinadora de la Sala de lo Laboral        | Universidad Nacional Autónoma de Honduras               | 2023-2030                                               |
| 2.                                                      | Magistrado                                              | Roy Pineda Castro                                       | 64 años                                                 | Magistrado segundo de la Sala de lo Laboral             | Universidad Nacional Autónoma de Honduras               | 2023-2030                                               |
| 3.                                                      | Magistrada                                              | Anny Belinda Ochoa Medrano                              | 49 años                                                 | Magistrada segunda de la Sala de lo Laboral             | Universidad Nacional Autónoma de Honduras               | 2023-2030                                               |

### División del pleno de la corte
En el pleno de la Suprema Corte, los magistrados se encuentran divididos dentro de las salas siguientes:
- Sala de lo Constitucional
- Sala de lo Laboral-Contencioso Administrativo
- Sala de lo Penal
- Sala de lo Civil

## Presidentes de la Corte Suprema
| Orden | Nombre Magistrado                        | Inicio de mandato  | Fin del mandato |
| ----- | ---------------------------------------- | ------------------ | --------------- |
| 1     | Abogado Martín Uclés y Pérez             | 1 de enero de 1881 | 1883            |
| 2     | Abogado Pedro J. Bustillo                | 1883               | 1885            |
| 3     | Abogado Rafael Padilla                   | 1885               | 1887            |
| 4     | Abogado Rosendo Agüero Ariza             | 1887               | 1887            |
| 5     | Abogado Rafael Padilla                   | 1887               | 1891            |
| 6     | Abogado Rosendo Agüero Ariza             | 1891               | 1893            |
| 7     | Abogado Carlos Alberto Uclés Soto        | 1893               | 1899            |
| 8     | Abogado Miguel Oquelí Bustillo           | 1899               | 1899            |
| 9     | Abogado Carlos Alberto Uclés Soto        | 1899               | 1903            |
| 10    | Abogado Francisco Escobar                | 1903               | 1907            |
| 11    | Abogado Alberto Uclés                    | 1907               | 1911            |
| 12    | Abogado Jerónimo Zelaya                  | 1911               | 1913            |
| 13    | Abogado Rafael Alvarado Manzano          | 1913               | 1919            |
| 14    | Abogado Rómulo Ernesto Durón             | 1919               | 1919            |
| 15    | Abogado Ángel Ugarte                     | 1920               | 1923            |
| 16    | Abogado Alberto Uclés                    | 1924               | 1924            |
| 17    | Abogado Pedro A. Medal                   | 1925               | 1929            |
| 18    | Abogado Federico Boquín                  | 1929               | 1933            |
| 19    | Abogado Leandro Valladares               | 1933               | 1948            |
| 20    | Abogado Silverio Laínez                  | 1949               | 1954            |
| 21    | Abogado Juan Manuel Gálvez               | 1954               | 1956            |
| 22    | Abogado Darío Montes                     | 1957               | 1957            |
| 23    | Abogado Salvador Zelaya                  | 1958               | 1963            |
| 24    | Abogado Orlando Lozano Martínez          | 1963               |                 |
| 25    | Abogado Óscar A. Flores                  | 1963               | 1965            |
| 26    | Abogado Fabio Murillo Díaz               | 1966               | 1971            |
| 27    | Abogado Miguel A. Cubero Da Costa        | 1971               | 1972            |
| 28    | Abogado Roberto Ramírez                  | 1972               | 1974            |
| 29    | Abogado Alberto Galeano                  | 1975               | 1979            |
| 30    | Abogado José Pineda Gómez                | 1980               | 1981            |
| 31    | Abogado Carlos Manuel Arita Palomo       | 1982               | 1985            |
| 32    | Abogado Francisco Salomón Jiménez Castro | 1986               | 1989            |
| 33    | Abogado José Oswaldo Ramos Soto          | 1990               | 1992            |
| 34    | Abogado Oscar Armando Ávila Banegas      | 1996               | 1997            |
| 35    | Abogado Miguel Ángel Rivera Portillo     | noviembre de 1998  | 2000            |
| 36    | Abogada Vilma Cecilia Morales Montalván  | 2002               | 2009            |
| 37    | Abogado Jorge Alberto Rivera Avilés      | 2009               | 2016            |
| 38    | Abogado Rolando Edgardo Argueta Pérez    | 2016               | 2023            |
| 39    | Abogada Rebeca Lizette Ráquel Obando     | 2023               | Actual          |

## Dependencias del Poder Judicial
- Escuela Judicial Francisco Salomón Jiménez Castro: Es la Dirección Administrativa encargada de capacitar periódicamente a los magistrados, Jueces, funcionarios y demás empleados del Poder Judicial de Honduras.
- Centro Electrónico de Información Judicial (CEDIJ): donde se archivan las sentencias, resoluciones, etc. de los casos ventilados.
- Dirección de Infotecnología: Es la Dirección Administrativa encargada de brindar atención oportuna y proponer soluciones objetivas a las necesidades y requerimientos de soporte técnico en el campo informático y de telecomunicaciones así como también implementar los sistemas de información que sean necesarios para apoyar la gestión y control institucional.
- Dirección Nacional de la Defensa Pública: Es la encargada de brindar servicios de asesoría y representación jurídica información, asistencia técnica legal, y representación judicial a las personas de escasos recursos económicos en las materias: Penal, Civil, Familia, Violencia Doméstica, Niñez y Adolescencia así como en otras materias en que sea necesaria asistencia gratuita.
- Dirección de Administración de Personal de la Carrera Judicial Es la encargada de contratar y evaluar a funcionarios y empleados, con ello se implementan ascensos, traslados, jubilaciones, pensiones, etc.
- Los Magistrados y Jueces del poder judicial se encuentran organizados en: "Asociación Nacional de Magistrados y Jueces del Poder Judicial" los demás empleados son reconocidos, no como sindicato, pero si como organización dentro de la: "Asociación Nacional de Funcionarios y Empleados del Poder Judicial" que goza también del beneficio de contar con la CACEPJ o "Cooperativa de Ahorro y Crédito de los empleados del Poder Judicial" especie de banco autónomo que funciona a partir de los años 80.[2]
- Inspectoría General de Juzgados y Tribunales Velan por que se tramiten los casos con prontitud y transparencia; asimismo también es la encargada de que los funcionarios y empleados cumplan con sus labores determinadas de la mejor forma posible.

## Organigrama del Poder Judicial de Honduras
- Juzgados de Paz
- Juzgados de Letras (Departamentales/Seccionales)
- Juzgados de Familia
- Juzgados de la Niñez y Adolescencia
- Juzgados de Inquilinato
- Juzgados de lo Contencioso Administrativo
- Juzgados del Trabajo
- Juzgados Contra la Violencia Doméstica
- Juzgados de Ejecución de Penas
- Juzgados de Competencia Nacional en Materia Penal
- Tribunales de Sentencia
- Corte de Apelaciones Mixtas (Penal y Civil)
- Cortes de Apelaciones de lo Penal
- Cortes de Apelaciones de lo Civil
- Cortes de Apelaciones de lo Contencioso Administrativo

## Destitución de magistrados
Con fecha 12 de diciembre de 2012, el Congreso Nacional de Honduras destituyó a cuatro magistrados de la Sala de lo Constitucional de la Corte Suprema de Justicia de Honduras, Rosalinda Cruz Sequeira, José Antonio Gutiérrez Navas, Gustavo Bustillo Palma y Francisco Ruiz Gaekel. El motivo fue declarar inconstitucional la Ley de Depuración Policial y la creación de las Ciudades Modelo en el país. Dicha destitución provocó un rechazo a nivel internacional como nacional sobre el Poder ejecutivo que rectora Porfirio Lobo Sosa y el Congreso Nacional siendo su presidente Juan Orlando Hernández. Con fecha 6 de febrero del corriente año, entre las 10.00 y las 13.00 horas el pleno del Poder Judicial, emitió sentencia definitiva en la cual se mantiene y confirma la destitución de los cuatro magistrados, anteriormente separados. Según información dada por Melvin Duarte, portavoz de la CSJH.
El Congreso Nacional de Honduras creó mediante Decreto n.º 219-2011 un ente investigador denominado Consejo de la Judicatura y Carrera Judicial, que junto con el Tribunal Superior de Cuentas (TSC) y Ministerio Público de Honduras (MPH) actuaran con el fin de erradicar la corrupción, el favoritismo, la impunidad y otros males que adolece el Poder Judicial hondureño.

## Presupuesto
El proceso de formulación del presupuesto anual se elaborará de acuerdo a las necesidades de las áreas administrativas y jurisdiccionales, como marco de referencia consideradas en el Plan Estratégico como base para los Planes Operativos Anuales del Poder Judicial. Este proceso deberá dar inicio a más tardar el 15 de abril de cada año, para lo cual se solicitará a las Unidades elaborar sus anteproyectos de presupuesto. Las unidades de Coordinación Técnica de las proyecto están a cargo de la Dirección de Planificación y Presupuesto.

## Página web
- www.poderjudicial.gob.hn

| Predecesor: Tribunal Supremo de Justicia (1825-1880) | Corte Suprema de Justicia de Honduras 1880 - actual | Sucesor: - |

- Datos: Q7644913